# Raising Malawi
Raising Malawi (рус. Взращивая Малави) — это благотворительная некоммерческая организация. Была основана в 2006 году певицей Мадонной и Майклом Бергом с целью помощи миллиону сирот Малави посредством программ здравоохранения и образования. Изначально предполагалось построить академию для девочек «Raising Malawi Academy for Girls», однако после аудита Global Philanthropy Group были выявлены махинации с заработными платами и финансированием, а также недостатки в местном управления и культурные особенности. Директор школы для сирот подала в отставку в октябре 2010 года и проект был отменён.
В 2012 году организация объявила о проекте на строительство 10 начальных школ для 1000 детей в сельских регионах Малави. Дети обеспечивались также школьной формой и учебными материалами. В декабре 2014 года было построено десять школ для обучения 4871 ребёнка в разных регионах Малави. Строительство осуществлялось вместе с организацией buildOn и было завершено за 12 месяцев, что на 6 месяцев раньше срока.

## Цели
|  | С 2006 года «Raising Malawi» прикладывает усилия, чтобы положить конец крайней бедности и страданиям, которые выпали на долю миллиона сирот Малави. Будучи основанной Мадонной и Майклом Бергом, «Raising Malawi» применяет общинный подход для предоставления медицинской помощи, создания длительного эффекта, поддержки образования и психологически-социальных программ, а также привлечения внимания к проблеме с помощью мультимедийных средств и программы волонтёрства. В том числе «Raising Malawi» распределяет финансовую помощь местным общинным организациям, помогая им обеспечить неимущих детей едой, одеждой, безопасным жильём, формальным образованием, медицинским обслуживанием и эмоциональной поддержкой. Мы верим в то, что даём силу самым умным и заботливым из людей — тем, кто понимает задачи и решения.официальный сайт Raising Malawi |

## Мероприятия по сбору средств
6 февраля 2008 года Мадонна и Gucci организовали сбор средств на северной лужайке (North Lawn)  комплекса Организации Объединённых Нации в Нью-Йорке - в пользу «Raising Malawi» и ЮНИСЕФ. Среди гостей мероприятия были Том Круз, Рианна, Дженнифер Лопес, Гвен Стефани, Деми Мур и Гвинет Пэлтроу. 29 октября 2009 года Мадонна объявила на сайте организации, что лично удвоит — доллар за доллар — каждое пожертвование в проекты Raising Malawi.

## Взаимодействие с государством
В апреле 2013 года Президент Малави Джойс Банда якобы высказала критику в адрес Мадонны и её благотворительности, обвинив в преувеличении своего вклада и «насмешках над чиновниками». Мадонна выпустила заявление с сожалениями, что Банда «решила заявить ложь по поводу того, чего мы достигли, моих намерений, как я вела себя во время визита в Малави и другую неправду. Мне нет смысла отвлекаться на эти смехотворные обвинения». В дальнейшем было подтверждено, что Банда не одобряла высказывание, написанное её пресс-службой, и была сильно разгневана путаницей.
С тех пор Мадонна увеличила объём своего взаимодействия с малавийским правительством. В ноябре 2014 года Мадонна и команда «Raising Malawi» посетила страну и встретилась с новоизбранным президентом Питером Мутарикой, а также с несколькими министрами. Во время визита Президент Мутарика назвал Мадонну Послом доброй воли детского благосостояния (англ. Goodwill Ambassador for Child Welfare). Мадонна заявила: «Я испытываю большую преданность и любовь по отношению к детям Малави, и благодарна Правительству за поддержку. С нетерпением жду вступления в новую роль Посла доброй воли детского благосостояния».

## Документальный фильм
Мадонна присутствовала на премьере написанного и спродюсированного ею документального фильма «Я есть, потому что мы есть», прошедшей на кинофестивале Трейбека. Срежиссированная Натаном Риссманом (англ. Nathan Rissman) картина повествует о жизни больных СПИДом детей Малави. Фильм был показан на Каннском кинофестивале в рамках мероприятия по борьбе со СПИДом 2008 года — amfAR Cinema Against AIDS gala. Также картина демонстрировалась на кинофестивале в Треверсе, штат Мичиган. 25 марта 2009 года фильм стал официально доступен на YouTube и Hulu.